# Грин, Натаниэль
Натаниэль Грин (англ. Nathanael Greene; 1742—1786) — американский генерал, видный участник войны за независимость США.

## Ранние годы
Грин родился в городке Уорик (Род-Айленд). Его отец был квакером, владел кузницей и трудился на ферме. Натаниэль занимался самообразованием, особенно интересовался математикой, историей и правом.
В 1770 году Грин переехал в Ковентри (Род-Айленд) и взял на себя управление семейной кузницей, построенной его отцом. В том же году он был избран в законодательное собрание Род-Айленда, переизбирался в 1771, 1772 и 1775. Грин симпатизировал партии вигов и в особенности их американскому патриотическому течению, в 1774 году вступил в местное ополчение. В то же время он начал изучать военное искусство. В декабре 1774 года законодательное собрание поручило Грину пересмотреть местные законы об ополчении. Из-за своего участия в ополчении Натаниэль был исключён из Общества друзей.

## Военные действия на севере
В 1775 году во главе ополчения, собранного в Род-Айленде, Грин присоединился к американским войскам в Кембридже, и 22 июня получил от Конгресса звание бригадного генерала. Джордж Вашингтон передал под управление Грина Бостон, оставленный в марте 1776 года британскими войсками генерала Хоу. 9 августа 1776 года Натаниэль был произведён в генерал-майоры и получил под командование части континентальной армии на Лонг-Айленде. Он занимался возведением оборонительных линий на Бруклинских высотах, однако в самой битве на Лонг-Айленде участия не принимал из-за болезни. После поражения американцев на Лонг-Айленде Грин был одним из тех, кто предлагал отступить из Нью-Йорка и поджечь город, чтобы он не достался британцам.
Грин был назначен командующим форта Ли на реке Гудзон, а 25 октября 1776 года сменил генерала Израэля Патнэма в должности командующего фортом Вашингтон. Генерал Вашингтон приказал Грину оборонять форт до последнего и не пустить британцев в Нью-Джерси, но позже предоставил свободу выбора. В ноябре американские войска вынуждены были отдать оба форта, столкнувшись с превосходящими силами британцев.
Во время сражения при Трентоне Грин командовал одной из двух американских колонн. После победы в этом сражении он предлагал развить успех и немедленно выступить в Принстон, однако на военном совете это предложение было отвергнуто. В сражении при Брендивайне Грин командовал резервом. На битву при Джермантауне войска Грина прибыли позже правого крыла Салливана. Эта ошибка, как и сдача британцам форта Вашингтон повлияли на нелестную оценку способностей Грина историком Джорджем Банкрофтом. Хотя по прибытии в Джермантаун Грин и его войска проявили себя выдающимся образом.
После зимовки в Велли-Фордж Вашингтон назначил Грина генеральным квартирмейстером, с этой обязанностью Натаниэль справлялся весьма хорошо, при этом сохранив командование войсками на передовой. 28 июня 1778 года Грин командовал правым флангом в сражении при Монмуте. В августе Грин и Лафайет были отправлены в Род-Айленд для поддержки Салливана. В июне 1780 года войска Грина при поддержке местного ополчения разбили британцев в сражении при Спрингфилде в Нью-Джерси. В августе Грин покинул должность генерального квартирмейстера из-за постоянного вмешательства казначейства в дела армии.

## Командование Южной армией
14 октября 1780 года Грин, сменив генерала Горацио Гейтса, возглавил южную армию, 2 декабря принял командование над гарнизоном Шарлотта (Северная Каролина). Армия была ослаблена, плохо экипирована, в то время как британские войска генерала Корнуоллиса имели численное превосходство. Грин принял решение разделить свою армию, вынудив британцев сделать то же самое. Эта стратегия позволила генералу Даниелу Моргану одержать уверенную победу при Коупенсе 17 января 1781 года. В сражении при Гилфорд-Кортхауз 15 марта войска Грина сражались с изнурёнными постоянным передвижением британскими войсками, и, хотя американцы потерпели поражение, победа досталась генералу Корнуоллису дорогой ценой и уже через три дня ему пришлось отступить к Уильмингтону. Грин затем, дождавшись британского наступления на север, в Виргинию, вернул контроль над Южной Каролиной. В апреле в сражении при Хобрикс-Хилл с войсками Грина армия лорда Роудона, нанесли им достаточно серьёзный урон, вынудив отступить к Чарльстону.
Тактика Грина по разделению и ослаблению противника, вынуждала британцев дорого платить за временное преимущество. Хотя войска Грина проиграли практически все сражения на юге, после них позиции британцев были ослаблены настолько, что они вынуждены были отступить на побережье и до конца войны только удерживали позиции.
Под командованием Грина в южной армии служило много талантливых офицеров, таких как польский инженер Тадеуш Костюшко, кавалеристы Генри Ли и Уильям Вашингтон, лидеры ополченцев Томас Самтер, Эндрю Пикенс, Элайджа Кларк и Фрэнсис Мэрион.

## Послевоенный период
После победы в войне и обретения колониями независимости власти Южной Каролины и Джорджии предоставили Грину большое количество земли и денег. Тем не менее поместье в Южной Каролине ему пришлось продать, чтобы расплатиться с долгами за рационы для армии. В 1785 году Грин поселился в Джорджии, ранее дважды отказывался от поста военного министра. Умер 19 июня 1786 года в результате солнечного удара.
Натаниэль Грин является частичным прототипом персонажа Натаниэля Блека из компьютерной игры первого акта компании Age of Empires III: The WarChiefs.